# ロイヤル・ナイト 英国王女の秘密の外出
『ロイヤル・ナイト 英国王女の秘密の外出』（ロイヤル・ナイト えいこくおうじょのひみつのがいしゅつ、原題: A Royal Night Out）は、2015年のイギリスのロマンティック・コメディ映画。
監督はジュリアン・ジャロルド、出演はサラ・ガドンとジャック・レイナーなど。
「ヨーロッパ戦勝記念日（VE-Day）の夜、後の英国女王エリザベス2世が、妹マーガレット王女と共に外出を許され、臣民と共に戦勝を祝った」という史実に着想を得て、一夜の経験を通じて王女の成長を描いたフィクションドラマである。

## ストーリー
1945年4月30日、アドルフ・ヒトラーが自殺。5月7日未明、ドイツ軍は無条件降伏文書に調印し、6年に及んだ第二次世界大戦における欧州戦線は終戦を迎えた。
英国首都ロンドン・バッキンガム宮殿から、歓呼に沸く群衆をイギリス陸軍の軍服に身を包んだリリベットことエリザベス王女（後のエリザベス2世女王）が静かに見つめていた。そこに妹マーガレット王女が現れ、今宵こそ王宮の外へ出たいと胸を躍らせる。リリベットは母エリザベス王妃に願い出るものの、姉妹の予想通り却下される。リリベットはマーガレットの部屋を訪れ、結果を伝える。軍服のリリベットに対し、マーガレットは若い娘らしい花柄のワンピースを着、その部屋にはブロマイドが飾られ、流行の音楽が流れていた。侍従から聞いた、ロンドン一のホット・スポット、あのグレゴリー・ペックも訪れたというクラブ「カーゾン」に憧れるマーガレットはリリベットの手を取って流行りのステップを踏む。6年に及んだ戦時下生活に加え、王族としての義務と慣習の中で「尼僧のように」暮らす姉妹は若さを持て余していた。
連合国の駐在大使や要人との会談の予定を確認する席上、姉妹は再度、母后に外出を願い出る。将来の英国女王という王族としての立場、"臣民"との身分の違いを理由に、やはり許可されない。そこへ父の国王ジョージ6世がやってくる。吃音のある国王は、戦勝に際するラジオ放送の準備に余念がない。時折、言葉に詰まりながら練習する。リリベットは、父王に「国民の反応を感じたい」と外出を願い出る。国王は、期せずして王位継承者となったリリベットの立場を理解し、外出を許可する。
トラファルガー広場に、カーゾン、チェルシー兵舎でのパーティ…と、浮かれながらピンク色のカクテルドレスに身を包んだ姉妹の前に、チェルシーの連隊から派遣された二人の陸軍将校が現れる。二人を護衛に「監視下で安全に」外出をするよう母后から言い含められる。門限は当初0時だったが、停戦発効時間が英国時間5月9日0時01分であることから、臣民の反応を見てから戻れるよう1時とされる。
市街には、人々が国旗を手に大興奮していた。二人の王女は、その様子を車中から眺める。やがて、車はリッツ・ロンドンに到着する。ホテル内でも人々は大はしゃぎしていた。王女達は、母后の差し金か、特別室で貴族たちの接見を受ける。その頃、護衛の将校たちは娼婦たちと過ごし、王女達への監視を怠っていた。まずマーガレットが抜け出し、イギリス海軍士官に誘惑されるまま、ロンドンバスに乗ってどこかへ消えてしまう。リリベットはマーガレットを追って、後続のバスに乗り込む。ガラス越しに、マーガレットはトラファルガー広場へ行くと伝えるが、姉妹は離れ離れになる。リリベットの元に、乗務員が運賃を回収しにやってくる。現金を持っていないリリベットは困り果てるが、居合わせたイギリス空軍兵が代わりに支払う。空軍兵にバスの降り方を聞く途中、二人は誤ってバスから転落してしまう。リリベットは空軍兵に案内されるまま、パブに入る。市井の人々でいっぱいのパブで、国王のスピーチ放送を聞く。人々は直前の喧騒が嘘のように静まり返り、深い敬意と感謝を胸にスピーチに聞き入る。リリベットはその様子に感銘を覚えるとともに、父王が吃音を呈せずに放送を行っていることに安堵する。
ところが、先ほどの空軍兵だけが、「綺麗ごとばかり言いやがって」と露骨に反感を示す。「"我々の国王"だぞ」などと反論するパブの客たちと喧嘩になり、店をつまみ出される。空軍兵を頼るリリベットは、トラファルガー広場に連れて行って欲しいと頼むが、二人はいつの間にか広場に到着していた。彼の名はジャック。リリベットはマーガレットを探すが、全く見当たらない。それどころかジャックはその場で知り合った女二人と、バッキンガム宮殿前に行ってしまう。その頃、マーガレットは噴水に入ってはしゃぎ、さらに海軍士官と共に歓楽街ソーホーへ行く。停戦発効の瞬間、リリベットは宮殿前に行き、両親がバルコニーに出て"臣民"の歓呼に応える様子を見る。リリベットは、ジャックと一緒にいる女に、本心から国王に感謝しているか問う。すると、彼女が誰か知己を亡くし複雑な思いでいることを察するのだった。停戦の時刻、人々はハグし合い、恋人たちはキスを交わした。リリベットも、周囲の人々とハグし喜びを共にする。そしてジャックの恋人だと主張して女たちを追い払うと、マーガレット探しに協力させる。リリベットは「恋人は海外赴任で遠くに居て、いないのと同じ」とジャックに説明する。
人々の歓呼を窓越しに、国王夫妻は次の総選挙でチャーチルが政権を維持できるか気に掛けていた。今、戦勝に沸く人々も、やがてリリベット同様に「戦後の現実」を見るだろう、と。
マーガレットは「カーゾン」よりホットな場所として、裏通りの娼館に連れて行かれ、怪しげな薬入りのピンク・ジンを飲まされていた。泥酔したマーガレットは、娼館の元締めの元にたどり着き「P2（ピーツー）」こと第二王女（2nd Princess）であると名乗る。元締めは、彼女が本物の王女であると見抜くとともに、イギリス海軍士官を追い払う。さらに彼女が、兵舎の合言葉を知っていることから、娼婦たちを連れて兵舎へ向かうのだった。一足遅く、娼館に潜入したリリベットとジャックは、マーガレットの行先を知り、何とか脱出する。その途上、ジャックが実は脱走を決意しており、現時点では無許可外出であることを知る。
タグボートでチェルシーに向かいながら、ジャックの脱走の経緯を訪ねる。ジャックはベルリン空襲に参加していたが、ある日、高射砲の反撃を受けて機体が大破。戦友の死を目の当たりにしたのだった。ジャックは休暇を願い出るが、逆に「意欲低下」の烙印を押され「ジャップ（日本）と戦うため」極東に転戦させられる予定だった。功績はお偉方のものに、だが兵士や労働者たちこそ懸命に戦い働いているのではないか。ジャックの話や、廃墟の中で生きる人々の姿を見て、彼女なりに懸命に従軍してきたリリベットは我に返る。
チェルシーの兵舎では、大勢の女たちと兵士・将校たちが踊り騒いでいた。姉妹を護衛できなかった将校たちも、処刑の前にと酒を飲んでいた。ついに姉妹は再会し憧れのステップを踏む。さらにジャックとリリベットも手を取り合って踊るが、そこに憲兵が現れ、ジャックを捕える。ついに憲兵に「誰だ」と聞かれたリリベットは「エリザベス王女です」と自らの身分を明かし兵舎に集っていた人々の敬礼やお辞儀を受けながら、護衛の将校、「友人」ジャックと共に兵舎を後にする。ジャックは複雑な心境であったが、リリベットの苦悩を聞くと、脱走の前に訪れるつもりだった実家へ姉妹を案内する。ジャックの実家では、老いた母が慎ましく暮らしていた。リリベットは家事の手伝いに困惑するものの、その家に国王一家の写真が飾られ、素朴な敬意を好ましく思った。
マーガレットを将校ともに先に宮殿に帰すと、リリベットはジャックと共に遠回りしながら宮殿へ帰る。リリベットとジャックは父王・母后と共に朝食をとる。リリベットは父王に"臣民"たちの様子を伝え、また「ジャックが戦線で活躍した英雄だ」と紹介する。ジョージ6世は、姉妹が過ごしたのはリッツだけとしつつも、リリベットが駐英アメリカ大使との会談に同席したいと言うのを聞き、娘が次期女王としての自覚を強くしたことを喜ばしく感じる。
日朝点呼までに部隊へ戻るというジャックを、リリベットは車で送る。ノーソルト空軍基地に着くと、衛兵に「ウィンザー准大尉の特別任務」としてジャックの無許可外出を不問にさせる。ジャックは野に咲いていたマーガレットを王女に手渡し、別れのキスを交わす。何事もなかったようにジャックは点呼に参加した。そして、宮殿に戻るエリザベス王女もまた、晴れやかな微笑みを見せるのだった。

## キャスト
※括弧内は日本語吹替
- エリザベス王女 - サラ・ガドン（下山田綾華）
- マーガレット王女 - ベル・パウリー（竹内恵美子）
- ジャック・ホッジ空軍兵 - ジャック・レイナー（日野聡）
- ジョージ6世 - ルパート・エヴェレット（各務立基）
- エリザベス王妃 - エミリー・ワトソン（喜代原まり）
- スタン - ロジャー・アラム（英語版）（宮崎敦吉）
- その他の日本語吹き替え‐佐々木義人/佐々健太/伊沢磨紀/田村真/福沙奈恵/宮﨑聡/逢沢ゆりか/森下由樹子/森千晃/北田理道/拝真之介/中島智彦/真木駿一

## 評価
Rotten Tomatoesでは73件のレビューが寄せられ74%の支持率、平均評価5.8/10となり、「『ロイヤル・ナイト 英国王女の秘密の外出』は、魅力的な歴史的エピソードを楽しいドラマへの踏み台にした間違いなく徹底的に魅力的な映画である。」と批評されている。Metacriticでは17件の批評に基づき58/100のスコアとなっている。